# Puttin' on the Ritz (brano musicale)
And You Don't Know Where to Go to

Why Don't You Go Where Fashion Sits

Puttin' on the Ritz!»
(Puttin' on the Ritz, Irving Berlin)
Puttin' on the Ritz è una nota canzone, scritta nel 1927 da Irving Berlin ed interpretata originariamente da Harry Richman nell'omonimo film musicale del 1930. La versione definitiva del brano è però quella scritta dallo stesso Berlin con un nuovo ritornello nel 1946 per l'interpretazione di Fred Astaire nel film Cieli azzurri (Blue Skies).
In seguito, il brano è stato inciso da numerosi altri interpreti. Tra le versioni di maggiore successo, vi è quella del cantante olandese Taco del 1982.

## Testo
Il titolo del brano fa riferimento ad un modo di dire slang, "Puttin' on the Ritz", che significa "vestire elegante" e che deriva dal nome dell'Hôtel Ritz di Parigi.
Il testo della canzone ha subito delle modifiche nel corso degli anni dovute alla riscrittura del brano. Puttin' on the Ritz venne originariamente pubblicata da Berlin nel 1929 con la prima versione del testo, che faceva riferimento a Harlem e Lenox Avenue, e che venne inserita nel film Puttin' on the Ritz (con Harry Richman). La stessa versione fu usata nel film del 1939 Spregiudicati cantata da Clark Gable. La versione del testo maggiormente nota, con i riferimenti a Park Avenue e Gary Cooper, è la riscrittura del brano da parte di Berlin datata 1946 per il film con Fred Astaire.

## Versioni discografiche
Tra gli interpreti che hanno inciso il brano, figurano, tra gli altri (in ordine alfabetico):
- Fred Astaire[1][4]
- Ella Fitzgerald
- Judy Garland[5]
- Benny Goodman[6]
- International Symphony Orchestra[1]
- Erich Kunzel con la Cincinnati Pops Orchestra[1]
- Rebecca Luker e Peter Buchi[1]
- The Swingle Singers[1]
- Taco
- Dwight Thomas[1]
- Robbie Williams

### La versione di Taco

#### Tracce

##### 45 giri[7][8]
1. Puttin' on the Ritz - 4:36/6:03
2. Livin' In My Dream World - 3:06

##### 45 giri (versione per l'Italia, 1983)
1. Puttin' on the Ritz - 6:07
2. Singin' in the Rain - 4:39

#### Classifiche
| Paese         | Posizione massima | Nr. di settimane |
| ------------- | ----------------- | ---------------- |
| Austria       | 3                 | 10               |
| Belgio        | 13                | 6                |
| Germania      | 20                | 25               |
| Norvegia      | 2                 | 19               |
| Nuova Zelanda | 1                 | 18               |
| Paesi Bassi   | 18                | 8                |
| Svezia        | 1                 | 13               |
| Svizzera      | 6                 | 6                |

## Il brano nella cultura di massa
- Il brano è cantato da Gene Wilder in una scena del film del 1974, diretto da Mel Brooks, Frankenstein Junior[2] In esso, Wilder, nei panni del Dott. Frederick Frankenstein e Peter Boyle, nel ruolo della sua mostruosa creatura scoordinata, fanno una parodia della versione del brano cantata da Fred Astaire nel film del 1946.